# 劇孟
劇 孟（げき もう、生没年不詳）は、前漢の人。洛陽の人。遊侠。

## 略歴
洛陽では商人となる者が多かったが、劇孟は遊侠として名が知られていた。
呉楚七国の乱の際、太尉に任命された周亜夫は河南郡へ向かい、劇孟に会うことができた。周亜夫は喜び、「呉・楚は大事を行おうとしながら劇孟を味方に引き入れようとしないとは、彼らが無能であることがわかった」と言った。天下の一大事の際に、漢の総大将が彼一人を得たことを一国を得たかのように喜ぶほど彼の影響力は大きかったのである。
劇孟は同じ遊侠である魯国の朱家と似たような行いをし、博打を好み、少年のような戯れが多かった。しかし彼の母が死んだ時には遠方より葬儀に駆けつける者の馬車が千台とあるほどであった。また漢の大臣を務めた袁盎も彼と親交があった。
劇孟が死亡した際、家には財産が金10斤もなかったという。